# Пети върховен състав на Народния съд
Пети състав на Народния съд в София е проведен с цел да бъдате осъдени 127 служители в Дирекция на полицията, служители в Разузнавателния отдел на Министерство на войната и чинове в Щаба на жандармерията, както и техните помагачи.
Делата на 15 от общо 127 привлечени под отговорност – Сава Куцаров Иванов, Петър Иванов Амзел, Никола Христов Гешев, Милко Божилов Ангелов, Марин (Минчо) Христов Митев, Любен Абаджиев, Любен Тодоров Димитров, Иван Велков Зеленогоров, Борис Димитров Пешев, генерал Борис Димитров Иванов, Никола Лазов Михайлов, Петър Зарев Станков и Стойчо Димитров Нецов, са прехвърлени в други състави на Народния съд. Делата на Иван Христов Иванов и Никола Владимиров Ренджов са отложени поради мобилизация на фронта, а двама души са освободени от съдебна отговорност, въпреки че първоначално са привлечени като обвиняеми с постановление на народния обвинител.
Немалка част от подсъдимите са съдени задочно – в неизвестност по време на процеса, избягали в чужбина или укриващи се в страната, сред тях са Павел Павлов, Никола Гешев и др. През 1945 г. излизат данни, че народния обвинител Богомил Касабов е вземал подкупи за освобождаване на задържани и за олекотяване на затворническия режим на задържан.

## Състав

### Председател
- Иван Спасов Георгиев

### Членове
- Въльо Бонев Танев
- София Николова Дончева
- Георги Костов Димитров
- Марко Марков Велев

### Народни обвинители
- Богомил Касабов
- Калистер Пешев

## Подсъдими
- Александър Александров Браунер
- Александър Йорданов Антонов
- Александър Иванов Санков
- Андрей Иванов Праматаров
- Андрея Йорданов Куманов
- Антон (Дончо) Димитров Антонов (Андон Димитров Андонов)
- Антон Николов Козаров
- Асен Димитров Мандраджиев
- Асен Милованов Анев
- Асен Николов Рясков
- капитан Атанас Иванов Малинков
- Атанас Ставрев Аначков (Яначков)
- Богомил Петров Краснарев
- генерал Борис Димитров Иванов (съден е в IV състав в София)
- Борис Стоименов Ждребев
- Борис Михайлов Милошев
- Борис Димитров Пешев (съден е в IX състав в София)
- Борис Станков (Такев) Илиев
- Борислав Стоянов попХристов
- Боян Пешев Атанасов
- Васил Димитров Велков
- Васил Димитров Велчев
- Васил Иванов Попов
- Васил Николов Тутев
- Васил Цанков Цвятков
- Веселин Иванов Дошков
- Владимир Йосифов Керавски
- Владимир Икономов Шкутов
- Георги Стоянов Георгиев
- Георги (Гочо) Иванов Митев
- Георги Гоцев Нешев
- Давид (Давидко) Павлов Петков
- Давидко Васев Каканаков
- Димитър Борисов Батоев
- Димитър Атанасов Георгиев
- Димитър Георгиев Тодоров (бай Мито Коменданта)
- Димитър Георгиев Димитров
- Димитър Емануилов Димитров
- Димитър Велев (Вельов) Маринов
- Димитър (Димчо) Иванов Соколов
- Деспот Стоянов Минев
- Добрин Бенев Цонев
- Желез Иванов Демиров
- Захари Георгиев Абаджиев
- подофицер Иван Генов Богданов
- Иван Вутев Дачев
- Иван Велков Зеленогоров (съден е в IX състав в София)
- Иван Василев Икономов
- Иван Константинов Лянгов
- фелдфебел Иван Тонев Михайлов
- Иван Георгиев п.Иванов
- Иван Симеонов Иванов
- Иван Христов Иванов
- Иван Цветков Иванов
- Иван Василев Чергаров
- Иван Нинов Якимов
- Илия Петров Дюлгеров
- Йордан Димитров Зафиров
- Кирил Димитров Христов
- Константин Георгиев Гигов
- Константин Георгиев Чакъров
- Коста Георгиев Велчев
- Коста Славов Жеков
- Крум Ангелов Ганов
- Крум Георгиев Илиев
- Крум Иванов Крайчев
- Любен Абаджиев (съден е в друг състав, неустановен)
- Любен Тодоров Димитров (съден е в друг състав, неустановен)
- Любен Илиев Йоцов
- Любен Иванов Йорданов
- Любен Стоянов Кантуров
- Любен (Любомир) Иванов Томов
- Маню Георгиев Начев
- Марин (Минчо) Христов Митев (съден е в друг състав, неустановен)
- Милко Божилов Ангелов (съден е в IX състав в София)
- Михаил (Мильо) Киров Григоров Веселинов
- Ненко Стоянов Петрунов
- подпоручик Никола Милованов Анев
- Никола Христов Гешев (съден е в IX състав в София)
- Никола Антонов Ночев
- Никола Владимиров Ренджов
- Никола Георгиев Сираков
- Николай Крумов Равелов
- Павел Николов Димитров
- Павел Димитров Павлов
- Пенчо Иванов Тревналиев
- Пеню Петров Телбизов
- Петър Бранков Митов
- Петър Георгиев Петров
- Петър Михайлов Дранчовски
- Петър Иванов Амзел (съден в IV състав в София)
- подпоручик Петър Николов Тананов
- фелдфебел Първан Георгиев Филипов (Трифонов)
- Радойко Георгиев Геков
- Радослав Стоянов Миндизов
- Сава Куцаров Иванов (съден е в друг състав)
- Славе Иванов Дервенски
- Сотир Николов Георгиев
- Софрони Минков Софрониев
- Ставри Стоянов Митов
- Стаменко Зарев Радев
- Станчо Александров Торчанов
- Стефан Велинов Стоянов
- Стефан Василев Загоров
- Стефан Христов Пахтарманов
- Стефан Иванов Хайгъров
- Стоил Драганов Попов
- Стоян Василев Пенев
- Таню (Тано) Камиджанов
- Тодор Йотов Дермонски
- Тома Исаев Константинов
- Тончо Владимиров Тодоров
- Тръпчо Иванов Тръпчев
- Христо Тодоров Драголов
- Христо Атанасов Коков
- Христо Миланов п.Христов
- полковник Христо Зашев Тумбин
- Цветан Александров Илиев
- Цветан Асенов Младенов
- Цветан Николов Шуманков
- Цоню Денчев д-р Цонев
- Янко Ангелов Калчев